# Pulau Sagubing
Pulau Sagubing är en ö i Indonesien.   Den ligger i provinsen Jawa Timur, i den västra delen av landet, 900 km öster om huvudstaden Jakarta.